# Кихара, Хитоси
Хитоси Кихара (яп. 木原 均; 21 октября 1893, Токио — 27 июля 1986, Иокогама, Япония) — японский генетик.

## Биография
Родился 21 октября 1893 года в Токио. За свою долгую и плодотворную жизнь жил в разных городах Японии. В 1913 году переехал на Хоккайдо и поступил в университет, который он окончил в 1918 году, после чего два года работал в нём в качестве научного сотрудника. В 1920 году переехал в Киото и устроился на работу в университет и проработал в качестве научного сотрудника вплоть до 1927 года. В 1927 году был избран профессором и проработал вплоть до 1955 года. В 1929 году был отправлен в длительную командировку в Германию на стажировку, где работал вплоть до 1943 года. В 1955 году переехал в Йокогаму и этот город стал последним пристанищем для учёного. В этом же году был избран директором Национального института генетики Японии, где проработал вплоть до своей смерти.
Скончался 27 июля 1986 года в Иокогаме.

## Увековечение памяти
- Память выдающегося японского учёного была увековечена при его жизни — его имя присвоено Институту биологических исследований[англ.] в Японии. В его честь так же названа Мемориальная премия Кихары[англ.].

## Научные работы
Основные научные работы посвящены генетике, физиологии и вопросам происхождения культурных растений.
- Изучал половые хромосомы у высших растений.

## Награды
- Императорская премия Японской академии наук (1943)
- Орден Культуры (1948)
- Заслуженный деятель культуры[англ.] (1951)
- Орден Восходящего солнца (1975)

## Членство в научных обществах
- Иностранный член Национальной академии наук США (1958)[2]
- Член Японской академии наук
- Иностранный член ВАСХНИЛ (1967)